# 俯垂马先蒿宽叶亚种
俯垂马先蒿宽叶亚种（学名：Pedicularis cernua sp. latifolia）为玄参科马先蒿属下的一个亚种。

## 扩展阅读
- 維基物種上的相關：俯垂马先蒿宽叶亚种